# Jarostowo
Jarostowo (niem. Liebenfelde) – wieś sołecka w Polsce położona w województwie zachodniopomorskim, w powiecie choszczeńskim, w gminie Recz. W latach 1975–1998 miejscowość administracyjnie należała do województwa gorzowskiego. W roku 2007 wieś liczyła 32 mieszkańców. 

## Geografia
Wieś leży ok. 4,5 km na południe od Recza.

## Historia
Przypuszczalnie ok. poł. XVIII wieku na gruntach należących do Lubieniowa powstał folwark Liebenfelde {pol. lubieniowskie pole). Wówczas to majątek w Lubieniowie należał do rodziny von Wreech. Według danych historycznych, w 1852 r. w Jarostowie istniał jeszcze folwark należący do mieszczanina G. Kreischa – właściciela majątku w Lubieniowie. Po 1945 r. miejscowość była wsią rolników indywidualnych, w 1958 r. mieszkało tu 60 osób a 20 lat później tylko 48.